# Hosaena
Hosaena (amarico: ሆሣዕና, Hosanna) è un centro abitato dell'Etiopia, situato nella Regione delle Nazioni, Nazionalità e Popoli del Sud.
Durante la dominazione italiana, dopo la conquista avvenuta l'11 febbraio 1937, ebbe nome di Hosanna. La città aveva allora circa 12 000 abitanti ed era sede della residenza del Cambatta.
È sede di un vicariato apostolico cattolico.